# Laurence Vichnievsky
Pour les articles homonymes, voir Vichnievsky.
Laurence Vichnievsky, née le 5 février 1955 à Boulogne-Billancourt (Seine), est une magistrate et femme politique française. Députée de la troisième circonscription du Puy-de-Dôme de 2017 à 2024, elle est depuis 2025 membre du Conseil constitutionnel.

## Biographie

### Famille et formation
Laurence Caroline Suzy Vichnievsky naît le 5 février 1955 à Boulogne-Billancourt. Elle est la fille d'un physicien, professeur d'université né russe à Vladivostok, en Russie, et la petite-fille par son père d'un aristocrate russe ayant dirigé les chantiers du chemin de fer de l'Est chinois. Elle a pour oncles un conseiller à la Cour de cassation et un préfet.
Elle épouse Olivier Delaittre, architecte. De ce mariage, naissent deux filles et un garçon. Elle partage sa vie entre son domicile en région parisienne, son appartement au Rayol-Canadel-sur-Mer dans le Var où elle a siégé comme administratrice du domaine du Rayol et sa maison à Saint-Julien en Auvergne. Auvergnate par sa mère, elle a passé une partie de son enfance à Champeix, village situé à 30 km de Clermont-Ferrand. Pendant son mandat au conseil régional en Provence-Alpes-Côte d'Azur entre 2010 et 2015, elle a vécu aussi à Marseille près de la Canebière.

### Carrière professionnelle
Elle commence sa carrière en 1979 comme juge d'instance à Colombes. Nommée juge d'instruction à Paris, elle se voit confier le dossier sur la mort de Robert Boulin. Le dossier ayant été instruit par son prédécesseur, elle prononce un non-lieu le 20 septembre 1991, dans l'affaire Robert Boulin, neuf jours après avoir pris ses fonctions.
Affectée au pôle financier du tribunal de Paris, elle est, avec Eva Joly, magistrate instructrice de l'affaire Elf, l'affaire Dumas et l'affaire des frégates de Taïwan. Par ailleurs, en tant que juge d'instruction chargée du dossier de financement occulte du Parti communiste français, elle met en examen Robert Hue. Elle est ensuite nommée, en 2001, présidente du tribunal de grande instance de Chartres, puis, en 2007, avocate générale près la cour d'appel de Paris.

### Parcours politique
À l'instar d'Eva Joly, elle s'engage en politique avec le rassemblement écologiste Europe Écologie. Elle accepte d'en être la tête de liste pour les élections régionales de 2010 en Provence-Alpes-Côte d'Azur. Pour cela, elle doit renoncer à siéger comme avocate générale lors du procès en appel de l'affaire de pollution maritime de l'Erika et ne traite plus les grandes affaires pénales puisqu'elle est désormais affectée au service civil.
La liste qu'elle mène obtient 10,9 % des suffrages au premier tour et fusionne avec celle du Parti socialiste et celle du Front de gauche. Deuxième sur la section départementale du Var de cette liste fusionnée, elle est élue conseillère régionale à l'issue du second tour. Cependant, en raison de ses obligations professionnelles parisiennes, elle n'occupe aucune des fonctions exécutives auxquelles elle aurait pu prétendre au sein de la majorité régionale.
Lors du congrès du 5 juin 2011, Laurence Vichnievsky est nommée porte-parole du bureau exécutif national d'Europe Écologie Les Verts. Adoptant une posture social-démocrate dans la lignée de Daniel Cohn-Bendit sur la question de la dette dans une tribune parue dans Libération, elle annonce sa démission le 5 septembre 2011 car cette fonction lui est « apparue incompatible avec [sa] liberté de parole, à laquelle elle est très attachée ». Sa prise de position avait agacé la candidate Eva Joly et la secrétaire nationale Cécile Duflot. Elle annonce, finalement, le lendemain, qu'elle ne démissionne pas mais se met en congé du porte-parolat.
Dans le débat sur la sortie du nucléaire, elle se distingue en défendant la position adoptée par le candidat désigné par le Parti socialiste lors de la primaire citoyenne, François Hollande, en proclamant « Soyons réalistes, exigeons le possible ! » dans une tribune parue dans Libération le 26 octobre 2011.
Lors des élections législatives de 2012, elle est candidate à Marseille, dans la première circonscription des Bouches-du-Rhône, contre la députée UMP sortante et l'ancien député socialiste « héritier » de la circonscription ; elle obtient 2,6 % des voix.
Après plusieurs prises de position en décalage avec son parti, Laurence Vichnievsky prend ses distances avec celui-ci. En mars 2013, elle fonde avec Chantal Jouanno un think-tank Ecolo Ethik, groupe de réflexion sur une politique environnementale et écologiste moderne, tournée vers l'avenir, qui mise sur la croissance économique.
Elle est candidate sur les listes du socialiste Patrick Mennucci pour les élections municipales de 2014 à Marseille, lequel a annoncé son intention de faire d'elle sa première adjointe en cas de victoire. Il perd néanmoins l'élection et Laurence Vichnievsky n'est pas élue. Elle est candidate EELV aux élections départementales de 2015 dans les Bouches-du-Rhône, à Marseille, contre Jean-Noël Guerini, président sortant controversé du conseil général. Elle obtient 7,4 % des voix.
Avant les élections régionales de 2015, elle se rapproche du Mouvement démocrate et participe à ses universités d'été. Elle rejoint la liste du candidat Les Républicains, Laurent Wauquiez, en Auvergne-Rhône-Alpes au titre du MoDem et est élue dans la section Puy-de-Dôme de cette liste.
Lors des élections législatives de 2017, elle se porte candidate sous étiquette du MoDem, investie par La République en marche, dans la 3e circonscription du Puy-de-Dôme, où la députée EELV Danielle Auroi ne se représente pas. À l'issue du premier tour, où le taux d'abstention est de 45,5 %, elle est en ballottage favorable avec 38,6 % (18 384 voix) devant le candidat UDI Louis Giscard d'Estaing, qui obtient 21,1 % (10 043 voix). Elle est élue députée au second tour avec plus de 56 % des suffrages exprimés. Le 29 juin 2017, elle est élue vice-présidente de la commission des Lois de l'Assemblée nationale.
Réélue en 2022, elle perd finalement son siège de député au profit de l'écologiste Nicolas Bonnet lors des élections législatives anticipées de 2024.
Le 10 février 2025, elle est proposée comme membre du Conseil constitutionnel par Yaël Braun-Pivet, présidente de l'Assemblée nationale, en remplacement de Corinne Luquiens. Sa nomination est validée par la commission des lois de l'Assemblée nationale le 19 février 2025. Sa nomination est publiée au journal officiel de la République française le 21 février 2025. Sa prestation de serment a lieu le 7 mars 2025.

## Synthèse des résultats électoraux

### Élections législatives
| Année | Parti  | Parti | Circonscription          | 1er tour | 1er tour | 1er tour | 2d tour | 2d tour | 2d tour | Issue  |
| Année | Parti  | Parti | Circonscription          | Voix     | %        | Rang     | Voix    | %       | Rang    | Issue  |
| ----- | ------ | ----- | ------------------------ | -------- | -------- | -------- | ------- | ------- | ------- | ------ |
| 2012  |        | EELV  | 1re des Bouches-du-Rhône | 1 079    | 5,77     | 6e       |         |         |         | Battue |
| 2017  |        | Modem | 3e du Puy-de-Dôme        | 18 384   | 38,58    | 1re      | 20 333  | 56,02   | 1re     | Élue   |
| 2022  | 13 525 | Modem | 3e du Puy-de-Dôme        | 28,33    | 2e       | 23 042   | 53,09   | 1re     | Élue    |        |
| 2024  | 16 800 | Modem | 3e du Puy-de-Dôme        | 26,03    | 2e       | 21 524   | 33,55   | 2e      | Battue  |        |

### Élections régionales
Les résultats ci-dessous concernent uniquement les élections où elle est tête de liste.
| Année | Parti | Parti | Région                     | 1er tour | 1er tour | 1er tour | 2d tour                 | 2d tour                 | 2d tour                 |
| Année | Parti | Parti | Région                     | Voix     | %        | Rang     | Voix                    | %                       | Rang                    |
| ----- | ----- | ----- | -------------------------- | -------- | -------- | -------- | ----------------------- | ----------------------- | ----------------------- |
| 2010  |       | Verts | Provence-Alpes-Côte d'Azur | 159 426  | 10,92    | 4e       | Fusion avec la liste PS | Fusion avec la liste PS | Fusion avec la liste PS |

## Ouvrage
- Sans instructions avec Jacques Follorou, Stock, 2002  (ISBN 2-234054-3-62).

## Décoration
Le 13 juillet 2009, Laurence Vichnievsky est nommée au grade de chevalier dans l'ordre national de la Légion d'honneur au titre de « avocate générale à la cour d'appel de Paris ; 32 ans de services civils. ».